# Стари-Чал
Стари-Чал (болг. Стари чал) — село в Болгарии. Находится в Кырджалийской области, входит в общину Крумовград. Население составляет 59 человек.

## Политическая ситуация
В местном кметстве Стари-Чал, в состав которого входит Стари-Чал, должность кмета (старосты) исполняет Ахмед  Осман Апти (Движение за права и свободы (ДПС)) по результатам выборов правления кметства.
Кмет (мэр) общины Крумовград — Себихан Керим Мехмед (Движение за права и свободы (ДПС)) по результатам выборов в правление общины.